# Die mächtige Zauberin

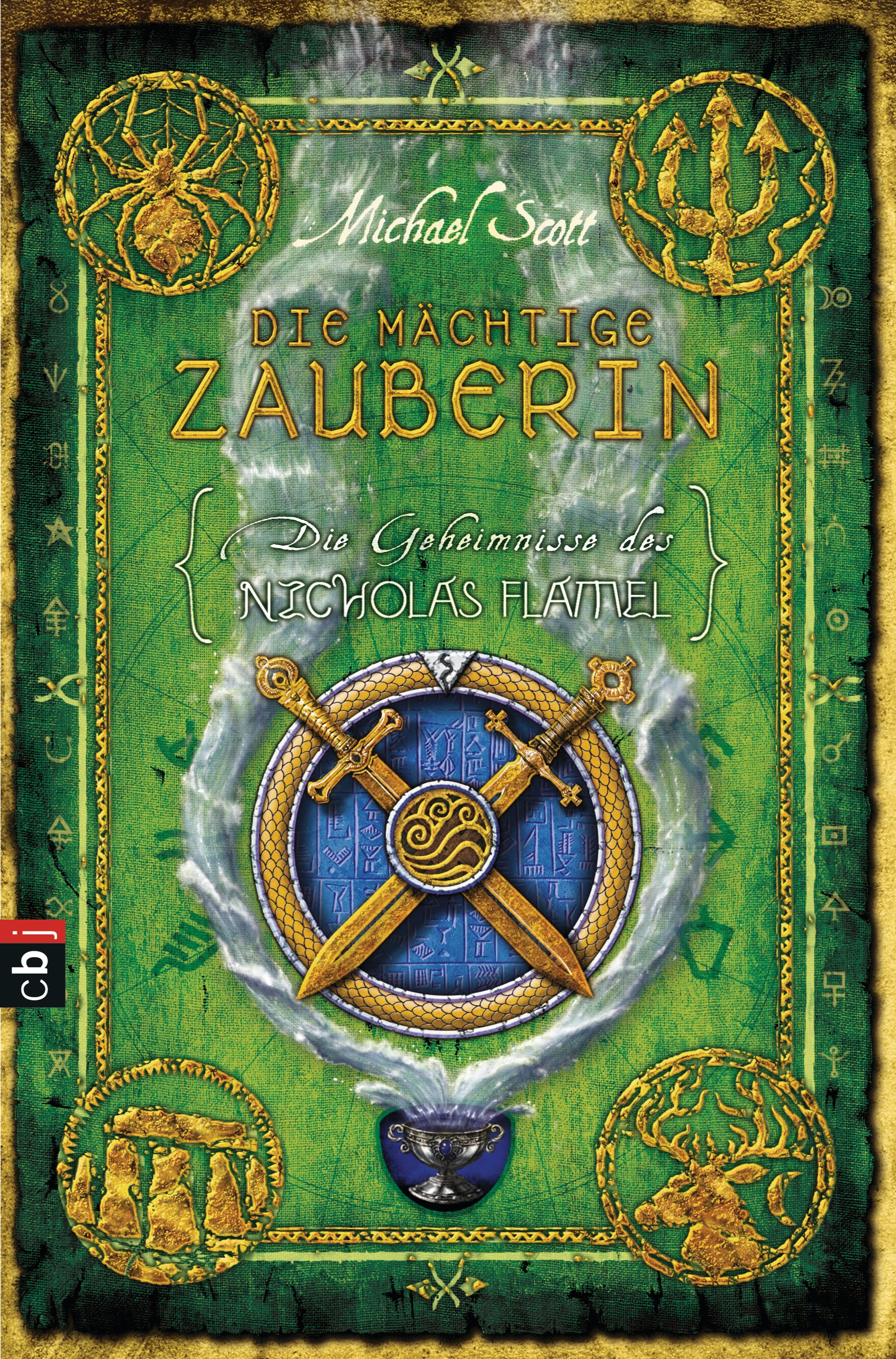
Cover der deutschen Erstausgabe

Die mächtige Zauberin (Originaltitel:  The Secrets of the Immortal Nicholas Flamel – The Sorceress) ist ein Fantasyroman des irischen Autors Michael Scott aus dem Jahr 2009 und bildet den dritten Teil der Reihe Die Geheimnisse des Nicholas Flamel. Die deutsche Ausgabe wurde von Ursula Höfker übersetzt und ist am 15. Februar 2010 im cbj-Verlag erschienen.

## Aufbau

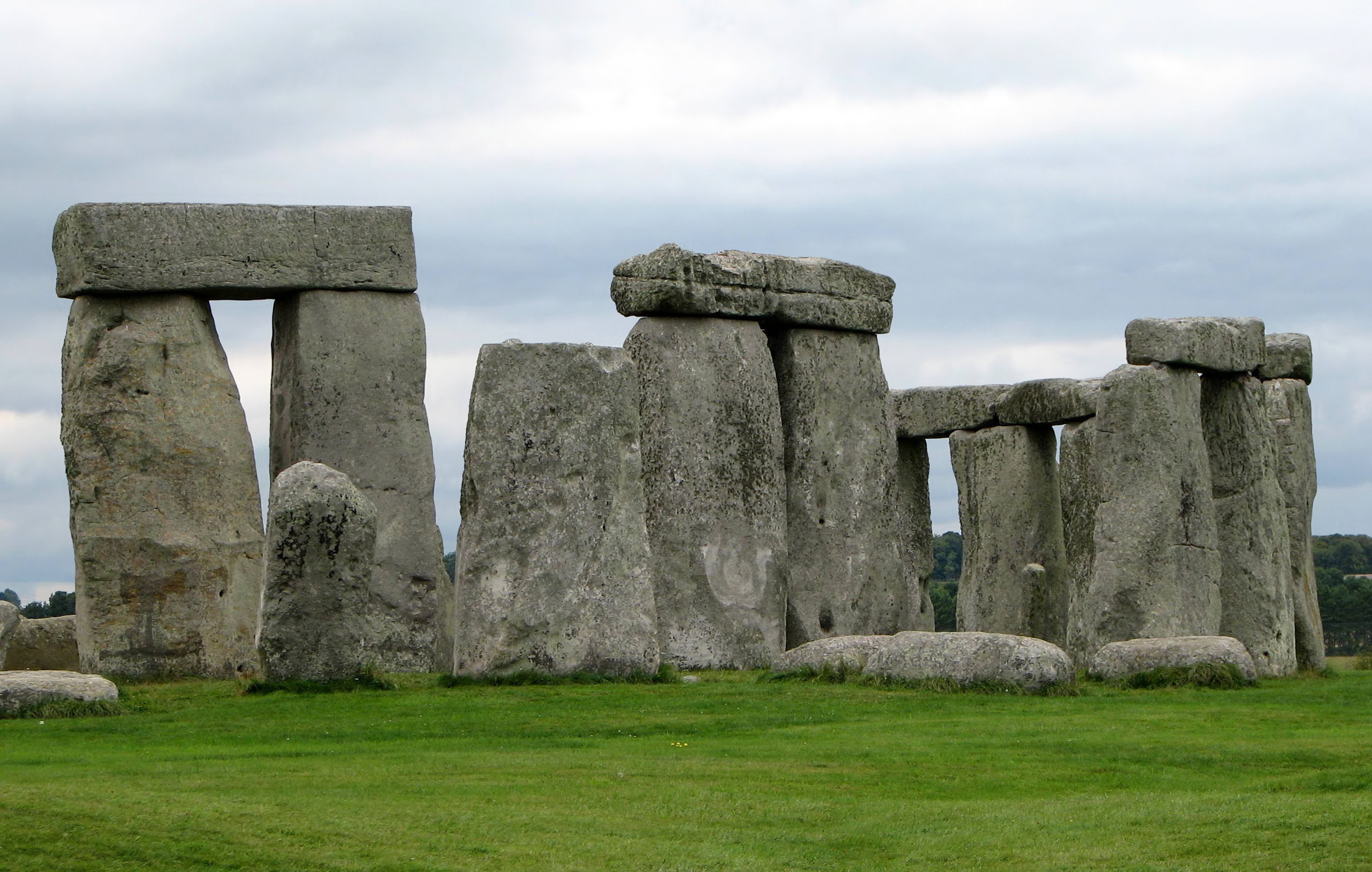
In Stonehenge gibt es ein Krafttor zurück nach San Francisco

Das Buch hat 528 Seiten und besteht aus einem Vorwort Nicholas Flamels („aus dem Tagebuch von Nicholas Flamel, Alchemyst“), 70 Kapiteln (datiert auf Montag, 4. Juni und Dienstag, 5. Juni), einem Epilog, einer „Anmerkung des Autors“, in der Michael Scott über Stonehenge und den Point Zéro erzählt (beides wichtige Handlungsorte des Buches), und einer Danksagung. Zusätzlich wurde vor der Danksagung das erste Kapitel des vierten Bandes eingefügt. Die Widmung des Buches lautet:

„Für Courtney
ex animo“

„aus der Seele“

## Titel
Der Titel bezieht sich auf die Zauberin Perenelle, Nicholas Flamels Frau.

## Vorgeschichte
Die Handlung schließt direkt an den vorangegangenen Band an.

## Handlung

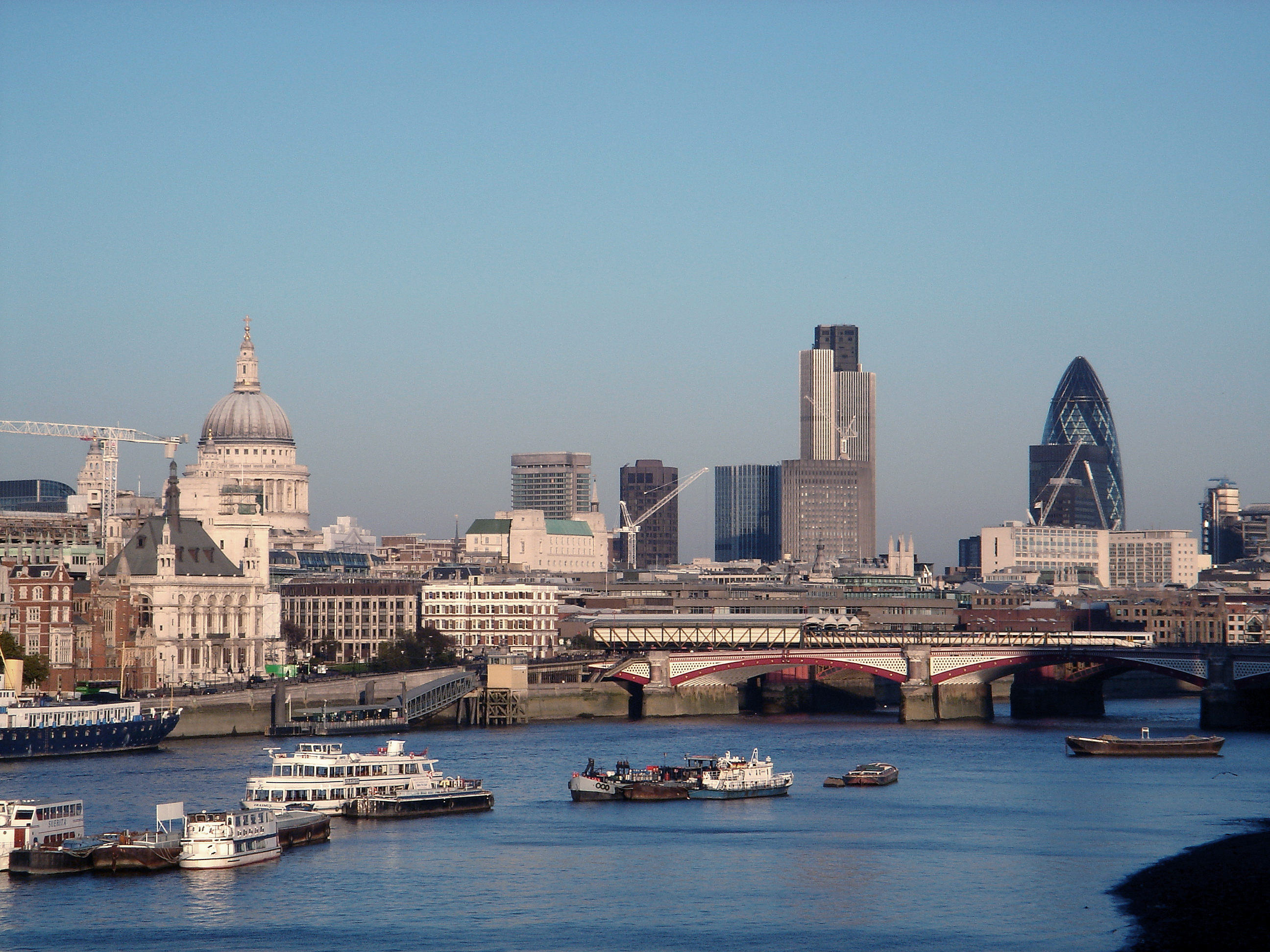
In London treffen Flamel und die Zwillinge auf König Gilgamesch

Flamel und die Zwillinge fahren mit dem Zug nach London. Bei ihrer Ankunft werden sie sogleich von drei Genii Cucullati, Spionen Dees, angegriffen. Der Alchemist schafft es jedoch, sie mit einem Zauber der Erstgewesenen Iris, der Göttin des Regenbogens, in einen 366-tägigen Schlaf zu versetzen. Der Graf von Saint-Germain heuert von Paris aus den sarazenischen Ritter Palamedes an, der Flamel, Josh und Sophie in einem Taxi in eine perfekt getarnte Festung aus Metall auf einem Autofriedhof in London bringt. Dort wohnen neben Palamedes eine Armee von Gabriel-Hunden (Werhunde) und der Unsterbliche William Shakespeare.
Die unsterbliche Zauberin Perenelle Flamel und Areop-Enap, die Urspinne, sind derweil auf Alcatraz gefangen. Das Meer um die Insel ist von den Nereiden bevölkert, die den Wasserweg blockieren und es besteht die Gefahr, dass ihr Vater Nereus an Land kommt. Da schickt der Unsterbliche Billy the Kid einen riesigen vergifteten Fliegenschwarm auf die Insel: Die gesamten unter Areop-Enaps Befehl stehenden Spinnen sterben im Kampf mit den Insekten, die Urspinne selbst wird geschwächt. Doch der Zauberin gelingt es rechtzeitig, die Fliegen wieder zu vertreiben. Mit Hilfe von Shakespeare gelingt es Flamel, Kontakt mit seiner Frau aufzunehmen. Als sie dabei von zwei Vetalas angegriffen wird, die gerade aus dem Schlaf erwachten, verstärkt der Alchemist ihre Aura mit seiner eigenen und der der Zwillinge. Sie kann mit dieser vierfachen Kraft die Vetalas und die Sphinx ausschalten. In London wurde durch den Gebrauch der Auren von Josh und Sophie jedoch den Älteren deren Standpunkt gezeigt.
Dee und Bastet schließen sich in London der Wilden Jagd an, deren Anführer, der Archon Cernunnos, eine Schuld mit einem Erstgewesenen tilgen will und sich deshalb bereiterklärt, Palamedes’ Festung zu stürmen. Palamedes, Shakespeare, die Gabriel-Hunde, der Alchemist und die Zwillinge verteidigen die Festung und ziehen sich danach hinter eine Feuerwand zurück. Dee droht, das Feuer mit Excalibur zu vereisen, doch Josh stoppt ihn mit Clarent. Darauf lässt der Magier es regnen, um das Feuer zu löschen. Shakespeare kreiert mit seiner Fantasie feurige Wesen, die die Wilde Jagd und den Archon angreifen. Josh kämpft mit Clarent gegen Dee und Sophie setzt Cernunnos mit Feuermagie in Brand. Schließlich entkommen alle fünf im Taxi und nehmen unterwegs auch den Zeitenältesten, König Gilgamesch, mit, dessentwegen Flamel überhaupt nach London gekommen ist.
Perenelle spricht inzwischen mit der gefangenen Morrigan, die immer schwächer wird. Statt ihrer übernehmen wieder ihre Schwestern Badb und Macha den Körper und stellen sich auf die Seite der Zauberin. Doch auch ohne Hilfe der Göttinnen kann Perenelle Nereus besiegen, der auf die Insel gekommen ist. Darauf stellt sie eine Verbindung zu Scathach her, die verspricht, zusammen mit Johanna von Orléans nach Alcatraz zu kommen. Über den Point Zéro von Paris benutzen sie eine Kraftlinie zum Mount Tamalpais. Niccolò Machiavelli hat die Kraftlinie jedoch manipuliert, sodass die beiden Frauen im Pleistozän landen. Perenelle ist also weiterhin auf sich allein gestellt. Nun stößt auch Machiavelli zu Billy the Kid; zusammen fahren die beiden Unsterblichen zur Insel. Die scheinbare Krähengöttin lenkt sie ab, während die Zauberin ihr Boot stiehlt. Badb/Macha und Perenelle fahren zusammen an Land.
Palamedes bringt alle zu einer Scheune außerhalb Londons. Gilgamesch unterweist Josh und Sophie in der Magie des Wassers. Doch Dee und Cernunnos spüren sie auf. Darauf fliehen sie nach Stonehenge. Die Wilde Jagd und Shakespeares Gabriel-Hunde liefern sich auf der Ebene von Salisbury einen letzten Kampf, während die Zwillinge das Krafttor von Stonehenge öffnen und mit dem Alchemisten nach San Francisco verschwinden. Dort treffen sie mit Perenelle Flamel zusammen.
Dr. John Dee ist endgültig gescheitert, aber jetzt im Besitz beider Zwillingsschwerter: Excalibur und Clarent, das Josh auf der Flucht verloren hat. Die beiden Schwerter vereinigen sich und werden zu einem einzigen Schwert. Dazu murmelt Gilgamesch die Prophezeiung: „Die zwei, die eins sind, das Eine, das Alles ist.“

## Figuren
Neu im dritten Band sind:

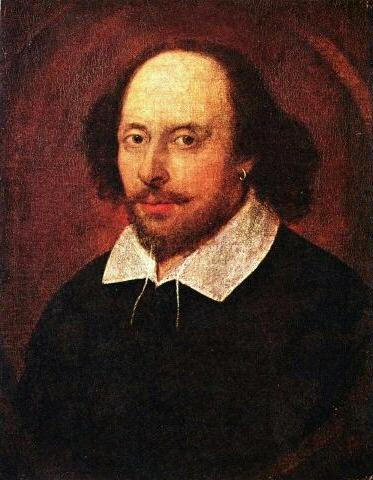
Der Dichter William Shakespeare

- Die Genii Cucullati: Sie sind drei Fleischfresser. In ihrer wahren Gestalt sehen sie aus wie Vielfraße, ansonsten zeigen sie sich in menschlicher Gestalt. Auf Dees Geheiß versuchen sie, Flamel zu töten und die Zwillinge zu fassen. Sie versinken durch einen von Flamel gewirkten Zauber der Iris in einen 366-tägigen Schlaf.
- Palamedes: Der sarazenische Ritter gehörte einst zu Artus’ Tafelrunde und sah, wie der König von Cernunnos getötet wurde. Er verhielt sich in den Kämpfen zwischen Humani und Erstgewesenen immer neutral. Auf einem Autofriedhof in London hat er sich eine bestens verteidigte Festung aus Schrott gebaut. Er ist Teil der Grünen Ritter, die Humani aus Schattenreichen befreien.
- Billy the Kid: Dieser Unsterbliche hat den Auftrag, Perenelle auf Alcatraz zu vernichten und bekommt Machiavelli zur Seite gestellt, als er dies nicht schafft. Er besitzt ein Thunderbird Cabrio, das sein ganzer Stolz ist.
- William Shakespeare: Der berühmte Dichter war in seiner Jugend ein Lehrling Flamels. Dee verführte ihn jedoch und verhalf ihm zu unsterblichem Ruhm. Als Shakespeare aber Vater von Zwillingen wurde (Hamnet und Judith), hielt Dee diese für die legendären Zwillinge und versuchte, sie zu erwecken. Dabei starb Shakespeares Sohn. Darauf hat sich der Unsterbliche wieder auf die andere Seite geschlagen und lebt zusammen mit Palamedes in London. Die Zusammenarbeit mit dem Alchemisten gestaltet sich schwierig, da dieser dem „Verräter“ nicht traut. Er wäscht sich nie, da er die natürlichen Öle der Haut erhalten will.
- Nereus mit den Nereiden: Der Alte Mann aus dem Meer hat den Auftrag, Perenelle zu töten, während die Meeresnymphen verhindern, dass sie von der Insel kommt. Nereus verliert bei diesem Auftrag mehrere seiner Beine.
- Vetalas: Sie sind blutsaugende Vampire. Dee hatte zwei von ihnen in den Zellen von Alcatraz gefangen gehalten, wo sie schließlich Perenelle attackieren.
- Cernunnos und die Wilde Jagd: Cernunnos ist der Anführer der Wilden Jagd. Er stammt aus einer früheren Generation, die älter als die Erstgewesenen ist: Er ist ein Archon. Auf seinem schönen Kopf wächst ein Geweih. Er ist der Besitzer des Schwertes Clarent, mit dem er sowohl König Artus als auch dessen Sohn Mordred getötet hat. Da er eine Schuld mit einem Erstgewesenen begleichen muss, macht er mit der Wilden Jagd jagt auf Flamel und die Zwillinge. Sogar John Dee hat Angst vor dem Archon.
- Die Gabriel-Hunde: Sie sind Werhunde (Torc Madra), verwandeln sich also von Menschen in Hunde. Die Hunde verteidigen die Metallfestung von Palamedes. Sie unterscheiden sich zwar im Aussehen nicht von den Hunden der Wilden Jagd (Cŵn Annwn), stehen aber auf der guten Seite.
- Badb und Macha: Die Schwestern der Morrigan teilten sich ursprünglich den Körper mit ihrer Schwester, sodass jede der drei Göttinnen für eine bestimmte Zeit über den Körper verfügen konnte. Nachdem es der Morrigan gelungen war, ihre Schwestern im Körper gefangen zu halten, kamen diese erst wieder frei, als Perenelle Flamel die Krähengöttin schwächt. Sie erweisen sich als Helfer Perenelles.
- König Gilgamesch: Der Zeitenälteste war der erste menschliche Unsterbliche; dazu gemacht hatte ihn Abraham, der Verfasser des Codex. Er war Herrscher der Sumerer, Akkadier Babylonier, Ägypter, Griechen, Römer, Gallier, Kelten, Wikinger, Rus und Hunnen. Er verfügt über ein riesiges Wissen, hat aber keine Aura. Deshalb kann er keine Magie verwenden, obwohl er alle Zweige der Element-Magie beherrscht. Im Lauf der Zeit wurde er vergesslich und verrückt. Er bildet Sophie und Josh in der Magie des Wassers aus. Sein größter Wunsch ist es, sein Leben endlich zu Ende zu leben.

## Rezeption

### Kritiken
Tim Wadham rezensierte das Buch im School Library Journal. Er meinte, die Jagd- und Flucht-Szenen seien ziemlich dünn gestreut und betonten die Tatsache, dass sich diese Serie aufgebläht anfühle. Möglicherweise brauche es nicht die Länge von sechs Bänden, um die Geschichte zu erzählen. Der Einbau von historischen Figuren wie Shakespeare oder Billy the Kid scheine vor allem eine Spielerei zu sein und besonders diese beiden Figuren wirkten seltsam zeitwidrig. Das Buch sei zwar Pflicht für die Fans der Serie, aber selbst diese würden müde werden, wenn der Autor nicht innerhalb einer angemessenen Zeitspanne auf den Punkt komme.
Deanna Romriell rezensierte im School Library Journal das Hörbuch. Sie bezeichnete die Geschichte als „temporeich, komplex und figurenreich“.
Kirkus Reviews nannte Michael Scott einen „meisterhaften Garnspinner“; er kurbele die Spannung fachmännisch an, während er seine inzwischen zahlreichen Figuren in schneller Bewegung halte. Er verwische weiterhin die Grenzen zwischen den beiden Seiten, wobei er die Leser mit uneindeutigen Teilen verwirre. Der „Pageturner“ ende mit einem Durcheinander von Enthüllungen, Wiedersehen und ungeklärten Handlungslinien und verspreche jede Menge Action in den Folgebänden.
Anna Carey nannte das Buch in der Irish Times „überaus unterhaltsam“. Eine Einleitung müsse nicht schwerfällig sein; Scott bringe neue Leser rasch und dezent aufs Laufende. Zwar werde die Einführung der vielen historischen Figuren auf geradezu komische Weise steif und förmlich gehandhabt und der Autor könne in diesem Sinne viel von Alan Moore lernen. Doch das Buch quelle auch über vor fantastischen Ideen und wirklich erschreckenden Momenten und Scott habe die schnell bewegte Geschichte gut im Griff.

### Nominierungen
- Cybills (Fantasy & Science-Fiction: Elementary/Middle Years) – 2009[6]

### Platzierungen
Das Buch erreichte auf der SPIEGEL-Bestsellerliste Platz 28 (Hardcover/Belletristik) bzw. Platz 8 (Jugendbücher). Die Originalausgabe erreichte bei Amazon.com Platz 7 der besten Bücher 2009 in der Kategorie Children’s Books: Middle Readers, bei USA Today Platz 41. In der Jugendserien-Bestsellerliste der New York Times stieg die Buchserie auf Platz 5 ein.

## Besonderheiten
2009 startete der Verlag in Amerika die Aktion Summer of the Sorceress („Sommer der Zauberin“), wodurch die Buchserie noch mehr in die öffentliche Aufmerksamkeit gerückt und die Veröffentlichung von Band drei angekurbelt werden sollte. Dabei war ab dem 25. April 2009 Band eins drei Tage lang gratis im Internet verfügbar.
Im Original wurde das Buch am 28. November 2010 (dem Geburtstag von Nicholas Flamel sowie Michael Scott) zusammen mit den Vorgängerbänden Der unsterbliche Alchemyst und Der dunkle Magier im Schuber unter dem Titel The First Codex („Der erste Codex“) neu herausgegeben. Dabei handelt es sich um die Taschenbuchausgaben.

## Buchausgaben
- Michael Scott: The Secrets of the Immortal Nicholas Flamel – The Sorceress. Delacorte Press, New York 2009, ISBN 978-0-385-73529-2.
- Michael Scott: Die Geheimnisse des Nicholas Flamel – Die mächtige Zauberin. cbj, München 2010, ISBN 978-3-570-13784-0.
- Michael Scott: Die Geheimnisse des Nicholas Flamel – Die mächtige Zauberin. cbj, München 2011, ISBN 978-3-570-40104-0 (Taschenbuchausgabe).

## Hörbuch
Im Gegensatz zu den vorhergehenden Bänden ist kein deutschsprachiges Hörbuch erschienen.
Das englische Hörbuch ist ungekürzt und wird von Paul Boehmer gelesen. Es erschien am 26. Mai 2009 bei Listening Library (Random House). Deanna Romriell lobte Boehmer im School Library Journal für seine bemerkenswerte Arbeit; er habe für jede Figur eine einzigartige Stimme parat, sowohl für die Monster, als auch für die jahrhundertealten Flamels oder die Zwillinge. Die Herausforderung des halsbrecherischen Tempos und des dauernden Wechsels des Kontinents meistere er mit Leichtigkeit.